# Tompos Kátya-díj
A Tompos Kátya-díj alapítványi kitüntetés, amelyet 2025-ben alapítottak Tompos Kátya színésznő emlékére. A díjat olyan fiatal előadóművészek elismerésére hozták létre, akik személyiségükben a színésznő szellemiségét, elhivatottságát és sokszínű tehetségét tükrözik, és a színpadi, a filmes, és a zenei előadóművészeti ágakban kimagasló teljesítményt nyújtanak. A díjat minden év márciusában egy személynek adják át.
A kuratórium tagjai: Básti Juli, Hrutka Róbert, Szemenyei János.
Az első díjátadó gálát 2025. március 1-én tartották a Müpa-ban.

## Díjazottak
- 2025 – Kiss Diána Magdolna[3]